# 聖瑪麗 (密蘇里州)
聖瑪麗（英語：St. Mary）是位於美國密蘇里州聖熱訥維耶沃縣的城市。

## 人口
根據2020年美國人口普查的數據，聖瑪麗的面積為1.58平方千米，當中陸地面積為1.55平方千米，而水域面積為0.02平方千米。當地共有人口309人，而人口密度為每平方千米196人。